# Stan Collymore
Stanley Victor Collymore est un footballeur anglais né le 22 janvier 1971 à Stone. Il évolue au poste d'attaquant du début des années 1990 au début des années 2000.
Après de débuts à Crystal Palace, il évolue notamment à Nottingham Forest, Liverpool FC et Aston Villa. Il compte trois sélections en équipe d'Angleterre.
Après sa carrière de footballeur, il devient commentateur sportif.
Il a parfois été associé à un petit groupe de joueurs de Liverpool surnommé les Spice Boys.

## Carrière
- 1989-1990 :  Wolverhampton Wanderers
- 1990-1991 :  Stafford Rangers
- 1991-1992 :  Crystal Palace
- 1992-1993 :  Southend United
- 1993-1995 :  Nottingham Forest
- 1995-1997 :  Liverpool FC
- 1997-1999 :  Aston Villa
- 1998-1999 :  Fulham FC
- 1999-2000 :  Aston Villa
- 1999-2000 :  Leicester City
- 2000-2001 :  Bradford City
- 2000-2001 :  Real Oviedo[1],[2]

## Palmarès
- 3 sélections et 0 but avec l'équipe d'Angleterre entre 1994 et 1998